# Jura (formatge)
El jura és un formatge suís de pasta premsada cuita a base de llet de vaca i que es fa al districte de Franches-Montagnes, cantó del Jura.